# Reinhard Kuhn
Reinhard Kuhn (* 3. August 1953 in Essen) ist ein deutscher Brigadegeneral außer Dienst des Heeres der Bundeswehr.

## Leben
Kuhn trat 1973 beim Gebirgsjägerbataillon 232 in Berchtesgaden in die Bundeswehr ein und absolvierte zunächst eine Ausbildung zum Offizier des Truppendienstes der Reserve. Dabei hatte er Verwendungen als Gruppenführer und Zugführer. Von 1975 bis 1979 studierte er Elektrotechnik an der Hochschule der Bundeswehr München mit dem Abschluss Diplom-Ingenieur. Anschließend hatte er Verwendungen als Zugführer und Kompaniechef im Panzergrenadierbataillon 243 in München.
Von 1984 bis 1986 absolvierte Kuhn den 27. Generalstabslehrgang Heer an der Führungsakademie der Bundeswehr in Hamburg, wo er zum Offizier im Generalstabsdienst ausgebildet wurde. Danach wurde er Abteilungsleiter G2 (Militärisches Nachrichtenwesen) der 1. Gebirgsdivision in Garmisch-Partenkirchen. 1988 nahm er am 44. Staff Course am Defence Services Staff College in Wellington (Distrikt Nilgiris) in Indien teil, das er als Master of Science abschloss. 1989 wurde er Referent im Führungsstab des Heeres, Stabsabteilung III, Referat 2 (Übungskonzept Heer, Großverbandsübungen) im Bundesministerium der Verteidigung (BMVg) auf der Hardthöhe in Bonn und 1991 Bataillonskommandeur des Gebirgsjägerbataillons 232 in Berchtesgaden. 1983 war er Tutor/Dozent G3 im Generalstabslehrgang Heer an der Führungsakademie der Bundeswehr in Hamburg und ab 1997 Referent für Militärpolitik bei der Ständigen Vertretung der Bundesrepublik Deutschland bei der NATO in Brüssel in Belgien. 2000 wurde er Branch Chief Current Operations im Internationalen Militärstab der NATO und 2003 Chef des Stabes der 13. Panzergrenadierdivision in Leipzig. 2004 absolvierte er einen Auslandseinsatz der Bundeswehr als Kommandeur des Provincial Reconstruction Team in Kundus in Afghanistan im Rahmen der International Security Assistance Force (ISAF) der NATO. 2005 wurde er Referatsleiter im Führungsstab der Streitkräfte, Stabsabteilung VII, Referat 1, im BMVg, zuständig für Grundsatzangelegenheiten der Militärischen Organisation und 2008 Abteilungsleiter I und General Heeresentwicklung im Heeresamt in der Konrad-Adenauer-Kaserne in Köln. Von 2009 bis 2013 wurde er als Commander Enabling Command und Deutscher Dienstältester Offizier des Deutschen Anteils des Allied Command Europe Rapid Reaction Corps der NATO in Innsworth im Vereinigten Königreich verwendet. Von 2011 bis 2012 war er erneut als Teil von ISAF im Einsatz als Director Current Operations im Joint Command in Kabul.
Kuhn wurde im Juni 2013 Deutscher Militärischer Vertreter im Supreme Headquarters Allied Powers Europe der NATO in Mons in Belgien. Anfang 2017 wurde er in den Ruhestand versetzt und Michael Oberneyer trat die Nachfolge auf diesem Dienstposten an.
Kuhn ist verheiratet und hat einen Sohn.